# Marcus Sandberg
Robert Marcus Sandberg (Rönnäng, 7 novembre 1990) è un calciatore svedese, portiere dell'HamKam.

## Carriera

### Club
Ha giocato nella prima divisione svedese ed in quella norvegese.

### Nazionale
Ha giocato nelle nazionali giovanili svedesi Under-19 ed Under-21.

## Palmarès

### Club

#### Competizioni nazionali
- Coppa di Svezia: 1

IFK Göteborg: 2014-2015